# Albuixech
Albuixech – gmina w Hiszpanii, w prowincji Walencja, we wspólnocie autonomicznej Walencja, o powierzchni 4,42 km². W 2011 roku liczyła 3958 mieszkańców.